# ماری جانسون (نویسنده)
ماری جانسون (انگلیسی: Mary Johnson؛ زادهٔ ۱ ژانویهٔ ۱۹۵۸) راهبه، نویسنده، و نویسنده غیر داستانی اهل ایالات متحده آمریکا است. او در سال ۱۹۵۸ در ان آربر، میشیگان بدنید آمد.